# Школа свинга
«Школа свинга» (англ. College Swing) — музыкальная комедия 1938 года с Грейси Аллен и Джорджем Бёрнсом в главных ролях.

## В ролях
- Грейси Аллен — Грейси Алден
- Джордж Бёрнс — Джордж Джона
- Марта Рей — Мейбл Грэди
- Боб Хоуп — Бад Брэди
- Эдвард Эверет Хортон — Хуберт Даш
- Флоренс Джордж — Джина Эшберн
- Бен Блу — Бен Вольт
- Бетти Грейбл — Бетти
- Джеки Куган — Джеки
- Джон Пейн — Мартин Бейтс
- Талли Маршалл — Дедушка Олден (в титрах не указан)

## Сюжет
Некоторые чудачества далёких предков могут привести их потомков к непредсказуемым поступкам.
В 1738 году раздражённый невежеством своей внучки эсквайр Алден распорядился, чтобы деньги, переданные им на развитие местного колледжа, оставались в ведении управляющих учреждением до тех пор, пока одной из его потомков по женской линии не удастся получить диплом об окончании данного учебного заведения. Но если этого не случится в течение 200 лет, деньги навсегда остаются в колледже.
И вот ровно 200 лет спустя, пойдя на некоторые ухищрения, Грейси Алден исполняет условия, поставленные предком, сдаёт финальный экзамен — и становится владельцем колледжа. Она готова полностью сменить здесь систему образования и весь преподавательский состав. Пойдёт ли это на пользу учебному заведению?
Кстати, свинг в этом колледже не преподают, но зато часто поют и танцуют.